# وارنر نورتن غراب الثالث
وارنر نورتن غراب الثالث (بالإنجليزية: Warner Norton Grubb III)‏ هو اقتصادي أمريكي، ولد في 9 يناير 1948 في سانتياغو في تشيلي، وتوفي في 15 يناير 2015 في تايبيه في تايوان.